# Alejandra García
Alejandra García (Buenos Aires, 13 juni 1973) is een Argentijnse atlete
die is gespecialiseerd in het polsstokhoogspringen. Ze werd meervoudig Argentijns kampioene en heeft het Argentijnse record in handen op deze discipline. Driemaal nam ze deel aan de Olympische Spelen, maar bleef medailleloos.
In 1999 manifesteerde García zich voor het eerst op een internationaal toernooi: op de Pan-Amerikaanse Spelen in Winnipeg won ze goud met een sprong van 4,30 m. In datzelfde jaar werd ze elfde op het WK in Sevilla.
Op de Olympische Spelen van 2004 in Athene geraakte Alejandra García met een sprong van 4,40 m door de kwalificatieronde. In de finale kwam ze niet verder dan 4,20 m, goed voor een dertiende plaats. In 2008, op de Olympische Spelen van Peking kwam ze in de kwalificaties niet verder dan 4,15 m waarmee ze zich niet kon plaatsen voor de finale.

## Titels
- Argentijns kampioene hoogspringen - 1992, 1996
- Argentijns kampioene polsstokhoogspringen - 1995, 1996, 1997, 1998, 1999, 2000, 2001, 2002, 2003, 2004, 2005
- Argentijns kampioene verspringen - 1995, 1996
- Argentijns kampioene zevenkamp - 1990
- Argentijns kampioene 100 m horden - 1995
- Zuid-Amerikaans kampioene polsstokhoogspringen - 1995, 1999, 2001, 2003

## Persoonlijke records
| Onderdeel            | Prestatie | Datum           | Plaats |
| -------------------- | --------- | --------------- | ------ |
| polsstokhoogspringen | 4,50 m    | 8 februari 2008 | Havana |

## Prestaties
| Jaar | Wedstrijd                         | Plaats         | Resultaat | Onderdeel            | Tijd   |
| ---- | --------------------------------- | -------------- | --------- | -------------------- | ------ |
| 1995 | Zuid-Amerikaanse kampioenschappen | Manaus         | 1e        | polsstokhoogspringen | 3,10 m |
| 1997 | Zuid-Amerikaanse kampioenschappen | Mar del Plata  | 2e        | polsstokhoogspringen | 3,50 m |
| 1999 | Zuid-Amerikaanse kampioenschappen | Bogota         | 1e        | polsstokhoogspringen | 4,30 m |
|      | Pan-Amerikaanse Spelen            | Winnipeg       | 1e        | polsstokhoogspringen | 4,30 m |
|      | Wereldkampioenschappen            | Sevilla        | 11e       | polsstokhoogspringen | 4,25 m |
| 2001 | Zuid-Amerikaanse kampioenschappen | Manaus         | 1e        | polsstokhoogspringen | 4,00 m |
| 2003 | Zuid-Amerikaanse kampioenschappen | Barquisimeto   | 1e        | polsstokhoogspringen | 4,20 m |
| 2006 | Pan-Amerikaanse Spelen            | Rio de Janeiro | 4e        | polsstokhoogspringen |        |